# 走れ!白バイ
『走れ!白バイ』（はしれしろバイ）は、1960年4月2日から同年6月25日まで朝日放送制作・KRテレビ（現：TBSテレビ）系列で放送された刑事ドラマ。全13回。帝国人造絹絲（現：帝人）の一社提供。放送時間は毎週土曜19:00 - 19:30（JST）

## 概要
人びとを交通禍から守るために日夜活躍をつづけている「白バイ」の物語。

京都府警の協力で「白バイ」の賛助出演を得て製作する。主人公は六ちゃんの愛称を持つ藤村巡査。

## 出演者
- 藤村巡査：入川保則
- 市川男女之助
- 朝海圭子
- 青山広
- 鈴木茂昭
- 中原功
- ほか[2]

## サブタイトル
| 回 | 放送日  | サブタイトル     |
| -- | ------- | ---------------- |
| 1  | 4月2日  | スピード決闘状   |
| 2  | 4月9日  | ハイウエイ       |
| 3  | 4月16日 | 白いマスコット   |
| 4  | 4月23日 | 時速140㎞        |
| 5  | 4月30日 | 唸るサイレン     |
| 6  | 5月7日  | 消えた4号車      |
| 7  | 5月14日 | 河のアクセル     |
| 8  | 5月21日 | 風の通り魔       |
| 9  | 5月28日 | 自動車泥棒       |
| 10 | 6月4日  | 貸車3号便        |
| 11 | 6月11日 | 連続スピード強盗 |
| 12 | 6月18日 | 脱走             |
| 13 | 6月25日 | 栄光のヘルメット |

## スタッフ
- 原作：長田純
- 企画：電通
- 脚本：はざまたけしほか
- 協力：京都府警察
- 制作：朝日放送

## コミカライズ
- 後に「タツノコプロ」を設立する吉田竜夫と九里一平によって、「少年ブック」（集英社）に連載された。

## その他
- この後のTBS土曜19時台前半枠は断続的にドラマが続くものの、大半が海外作品であり、国産作品は腸捻転解消直後の1975年4月に開始する『仮面ライダーストロンガー』（毎日放送制作）まで、14年9ヶ月中断する。
- 一方の朝日放送の土曜19時台前半枠は、腸捻転時代にTBS制作海外ドラマをネットしたのみ。腸捻転解消後はドラマは一本も放送していない。